# آبگوشت قنبید
آبگوشت قُنَبید یا آبگوشت کلم قمی یکی از خوراک‌های سنتی استان قم است. مواد این آبگوشت از کلم قمی، گوشت گوسفند، عدس، پیاز، نعناداغ، زردچوبه و سیرداغ تشکیل می‌شود. آبگوشت را می‌توان همراه با کشک محلی، ماست و سیر نیز صرف کرد.

## تاریخچه
آبگوشت قنبید تاریخچۀ بسیار طولانی دارد و در همین راستا قدیمی‌ترین سندی که تا کنون درخصوص این آبگوشت یافت شده و در آن به این غذا اشاره شد مربوط به دوره قاجار است که این غذا در بین قمی‌ها معمول بوده و جزئی از غذاهای محلی و سنتی قم است.
نقل است که این غذا ابتدا توسط خانواده‌های قدیمی قم که در باغ‌ها و روستاهای اطراف زندگی می‌کردند، پخته شد. در آن زمان، به دلیل سرمای شدید زمستان و دسترسی محدود به سبزیجات تازه، قنبید به عنوان یکی از اندک محصولات در دسترس استفاده می‌شد.
این غذا به ترانه ها و اشعار محلی مردم قم نیز تحت عنوان آبگوشت قنبید راه پیدا کرده و یکی از اشعار رایج و جالب در این استان است.

## وجه تسمیه
قُمنَبیت به معنای نبات قم است. مردم استان قم به دلیل شوری آب قم و خاصیت کلم قمی در از بین بردن املاح مضر از کلیه‌ها در بعضی از خوراک‌ها مانند آبگوشت و در بعضی از پلوها از کلم قمی استفاده می‌کنند.